# 温江专区
温江专区，四川省已撤消的专区。1950年置。
原属川西行署区，在今四川省中部。辖温江、成都、郫县、崇宁、彭县、新繁、新都、华阳、双流、新津、崇庆、灌县等县。专员公署驻温江县。1951年大邑县划入；新津县划归眉山专区。1953年恢复四川省管辖。同年，撤销成都县。1953年新津、邛崃、名山、蒲江、金堂、什邡、广汉七县划入。1954年名山县划归西康省。1958年撤销双流、崇宁二县。1960年撤销新津、蒲江、什邡、新都四县。1962年恢复新津、新都、什邡、蒲江、双流五县。1965年撤销新繁、华阳二县。1968年改置温江地区。